# Sinners in the Sun
Pour plus de détails, voir Fiche technique et Distribution.
Sinners in the Sun est un film américain réalisé par Alexander Hall, sorti en 1932.

## Synopsis
Doris Blake est styliste pour une entreprise de New York et son fiancé Jimmie Martin est un mécanicien automobile. Lorsque Jimmie lui demande de l'épouser, Doris insiste pour qu'ils attendent d'avoir assez d'argent, car elle ne veut pas vivre comme ses parents dans une maison bondée sans aucune intimité. Furieux à l'idée que Doris croie qu'il n'a pas d'ambition, Jimmie devient chauffeur pour la riche Claire Kinkaid. Lors d'un défilé à Long Island, Doris rencontre le riche playboy Eric Nelson, et sort avec lui, ce qui lui vaut d'être mise à la porte de chez ses parents. Blessé d'apprendre qu'elle est avec un homme marié, Jimmie épouse Claire, bien qu'ils sachent tous deux qu'il aime toujours Doris.

## Fiche technique
- Titre original : Sinners in the Sun
- Réalisation : Alexander Hall
- Scénario : Waldemar Young, Vincent Lawrence, Samuel Hoffenstein, d'après la nouvelle The Beachcomber de Mildred Cram
- Costumes : Travis Banton
- Photographie : Ray June
- Musique : Rudolph G. Kopp, John Leipold
- Société de production : Paramount Publix
- Société de distribution : Paramount Publix
- Pays de production :  États-Unis
- Langue originale : anglais
- Format : noir et blanc — 35 mm — 1,37:1 — son Mono (Western Electric Noiseless Recording)
- Genre : Comédie dramatique
- Durée : 70 minutes
- Dates de sortie : 
  - États-Unis : 13 mai 1932
  - France : 3 mars 1933

## Distribution
- Carole Lombard : Doris Blake
- Chester Morris : Jimmie Martin
- Adrienne Ames : Claire Kinkaid
- Alison Skipworth : Mme Blake
- Cary Grant : Ridgeway
- Walter Byron : Eric Nelson
- Rita La Roy : Lil